# Protestas en Gabón de 2019
Las protestas en Gabón de 2019 fueron manifestaciones masivas y movimientos de huelga de profesores y estudiantes universitarios de Gabón contra nuevas leyes, principalmente una nueva reforma de becas y subvenciones universitarias. Semanas de protestas estudiantiles azotaron el país, principalmente sin sangre y en gran parte no violentas. Las protestas callejeras masivas contra nuevas reformas se extendieron a las principales ciudades que rodean la capital, Libreville. Los manifestantes marcharon en abril de 2019, lo que provocó manifestaciones de protesta e inspiró protestas estudiantiles en otras ciudades. En respuesta al movimiento de protesta masiva y la ola de disturbios por huelgas, el gobierno de Ali Bongo Ondimba se retiró de la ley y cerró escuelas y universidades en medio de huelgas.